# Hibrid (film, 2009)
A Hibrid (eredeti cím: Splice) 2009-ben bemutatott kanadai–francia sci-fi horrorfilm, melyet Vincenzo Natali rendezett. Guillermo del Toro, Don Murphy és Joel Silver voltak a film vezető producerei. A főbb szerepekben Adrien Brody, Sarah Polley és Delphine Chanéac látható. 
Világpremierje 2009. október 6-án volt a Sitges Filmfesztiválon. A 2010. június 4-én bemutatott általánosságban pozitív véleményeket kapott, de bevételi szempontból megbukott; 30 millió dolláros gyártási költségvetéssel szemben mindössze 27,1 millió dolláros bevételt hozott.

## Cselekmény
Clive Nicoli és Elsa Kast génsebész házaspár, szakmai téren és a magánéletben is sokan civakodnak. Új lények létrehozásán dolgoznak, állatok DNS-ének egymásba illesztésével. Sikeresen létrehoznak két új lényt, amelyek túlméretezett férgekre hasonlítanak. Munkaadójuk, egy gyógyszergyár azt reméli, munkájuk eredménye hasznos lesz az orvosi kutatásokban. Ugyanakkor, elsősorban Elsa becsvágyától vezérelve, titokban ember–állat hibridet hoznak létre a cég laboratóriumaiban, hogy az új DNS-sel különféle betegségeket gyógyítsanak.
Míg Clive kezdetben meg akarja ölni a lényt, felesége életben szeretné azt tartani. Elsa erős anyai ösztönöket érez a lény iránt, amelyet titokban a saját DNS-éből hozott létre és a Dren nevet adja neki. A név a "nerd" szóból származik, amely visszafelé van nyomtatva Elsa ingére, és amelyet a lény egyértelműen felismer. Amikor egy kollégájuk, Clive bátyja tudomást szerez a kísérletről, a két férfi elrejti a lényt egy Elsa tulajdonában lévő elhagyatott régi farmon. A lény gyorsan fejlődik, és rövid idő múlva már nagyon hasonlít egy felnőtt emberi nőre, de van méregmirigye, tüskés farka, szárnyai és kétéltű tüdeje is.
Időközben a két "hivatalos" hibrid lény első nyilvános bemutatója során incidens történik: tüskéikkel széttépik egymást. A nőstény korábban spontán nemet váltott – feltételezik, hogy a "szokásos" feszültségek most két hím között alakultak ki, ami a mészárláshoz vezetett.
Ahogy Dren fejlődik, Clive és Elsa egyre inkább elveszíti a kontrollt felette. Dren a fullánkjával megöl egy házimacskát és Elzát is támadással fenyegeti. Elsa ezután megoperálja, hogy eltávolítsa a fullánkját és a méregmirigyeit. A fullánk azonban (mint később kiderül) visszanő. Clive-ot Dren szexuális közösülésre csábítja, Elsa pedig rajtakapja őket. Komoly kapcsolati válság kerekedik az incidensből, de látszólag mindketten túllépnek rajta. Nem sokkal később Dren meghal, Elsa és Clive eltemeti. Dren valójában nem halt meg, hanem időközben nemet váltott és férfi lényként megerősödve támad fel sírjából. Fiatal "férfiként" Dren egy tragikus leszámolás során megöli Clive bátyját és a felettesét, majd megerőszakolja Elsát. Clive egy bottal átszúrja Drent, de az továbbra is harcképes marad és végez Clive-val. Elsa ezután megöli a lényt.
Az utolsó jelenetben Elsa a vállalat vezetőségének irodájában van. A vállalat nagy hasznot húzott a kísérletből és évekig új szabadalmakat tud majd bejegyeztetni. Elsa bőkezű prémiumot kap a munkaadójától a diszkréciójáért és azért a személyes kockázatért, amelyet most egy új tesztfázissal vállal. Ahogy feláll a székéből, kiderül, hogy terhes.

## Szereplők
| Színész           | Szerep         | Magyar hang        |
| ----------------- | -------------- | ------------------ |
| Adrien Brody      | Clive Nicoli   | Viczián Ottó       |
| Sarah Polley      | Elsa Kast      | Solecki Janka      |
| Delphine Chanéac  | Dren           | nem szólal meg     |
| Brandon McGibbon  | Gavin Nicoli   | Előd Botond        |
| Simona Maicanescu | Joan Chorot    | Menszátor Magdolna |
| David Hewlett     | William Barlow | Kerekes József     |

## Fordítás
- Ez a szócikk részben vagy egészben  a   Splice (film) című angol Wikipédia-szócikk fordításán alapul.  Az eredeti cikk szerkesztőit annak laptörténete sorolja fel. Ez a jelzés csupán a megfogalmazás eredetét és a szerzői jogokat jelzi, nem szolgál a cikkben szereplő információk forrásmegjelöléseként.